# Radford Semele
Radford Semele – wieś w Anglii, w hrabstwie Warwickshire, w dystrykcie Warwick. Leży 7 km na wschód od miasta Warwick i 128 km na północny zachód od Londynu. W 2001 miejscowość liczyła 2034 mieszkańców.